# Nukri Revisjvili
Nukri Revisjvili (georgiska: ნუკრი პატის ძე რევიშვილი, Nukri Katis dze Revisjvili) född 2 mars 1987 i Kutaisi, är en georgisk fotbollsspelare som för närvarande spelar för georgiska Dinamo Tbilisi.

## Karriär

### Klubb
Revisjvili inledde sin karriär som elev på fotbollsskolan tillhörande Umaghlesi Liga-klubben Torpedo Kutaisi, i samma klubb som han gjorde sin professionella debut. År 2006 gavs han utmärkelsen "årets unga målvakt i Georgien". 
Under säsongen 2006 flyttade Revisjvili från sin moderklubb till den ryska klubben FC Rubin Kazan. Under sin tid i klubben spelade han totalt 7 ligamatcher och släppte in lika många mål under en treårsperiod. Under våren 2009 gjorde han sin sista match för Rubin, i vilken han höll nollan. Efter att hans kontrakt med Rubin löpt ut flyttade han i början av år 2010 till FK Anzji Machatjkala. Tidigt år 2012 flyttade han till FK Krasnodar. Efter två säsonger i Krasnodar skrev han under sommaren 2013 på för den georgiska ligatvåan Dila Gori och blev en tongivande spelare för klubben i Europa League när klubben för andra året i rad spelade europaspel.

### Landslag
Innan debuten för A-laget år 2005 spelade Revisjvili med det georgiska U21-landslaget. Den 8 oktober 2005 gjorde han sin debut i A-laget och därefter spelade han två matcher i kvalet till VM 2006. Idag har Revisjvili spelat totalt 18 matcher för Georgiens A-landslag.

## Meriter
- Rysk mästare - 2008, 2009
- Vinnare av OSS-cupen - 2010

### Fotnoter
1. ↑  ”Нукри Ревишвили: "Очень хочу сыграть против "Рубина"”. FNK. 22 februari 2010. http://football.kulichki.net/rusnews/news.htm?82553. (ryska)